# Nokia Lumia 735
Nokia Lumia 735 — смартфон, разработанный компанией Nokia, работающий под управлением операционной системы Windows Phone 8.1. Аппарат был анонсирован 4 сентября 2014 года на выставке IFA 2014 в Берлине.

## Экран
Смартфон имеет экран с диагональю 4,7 дюймов. Матрица выполнена по технологии OLED. Экран характеризуется повышенной чувствительностью и позволяет пользоваться смартфоном в том числе и в перчатках, защищён стеклом Gorilla Glass 3.

## Технические характеристики
- Процессор — четырёхъядерный Snapdragon 400 с частотой 1,2 ГГц[1]
- Оперативная память составляет 1 ГБ, объём внутренней памяти равен 8 ГБ. Смартфон имеет отдельный слот для SD карты до 128 ГБ.
- Смартфон обладает основной камерой в 6,7 Мпикс и фронтальной камерой в 5 Мпикс.
- Съемный аккумулятор на 2200 mAh, встроенная беспроводная зарядка. Смартфон поддерживает индукционную зарядку по стандарту Qi.

## Интересные факты
- В марте 2016 года смартфон официально получил обновление до Windows 10 Mobile.
- В России Lumia 735 официально продавался только в магазинах МТС и n-store, тогда как Lumia 730 продавался у многих крупных ритейлеров.
- 6 мая 2016 года Nokia Lumia 735 снят с продажи
- Windows 10 1607 — последняя официальная версия операционной системы для Lumia 735.